# Висадка на безлюдному острові

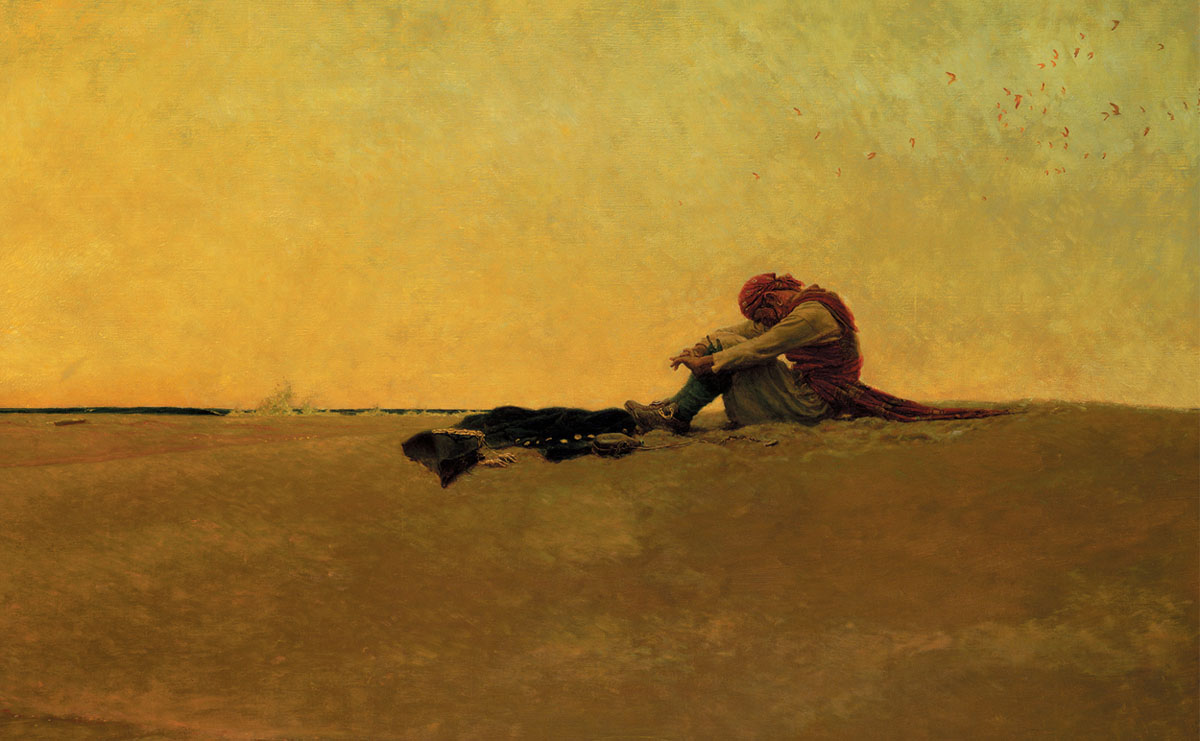
Говард Пайл. Пірат, висаджений на безлюдному острові

Марунінг (англ. Marooning) — навмисне залишення когось у віддаленому районі, наприклад, на безлюдному острові. Слово вперше з'являється в письмовій формі на початку XVIII ст. і є похідним від терміна марон, побіжний раб, який, у свою чергу, може бути спотворенням ісп.  cimarrón , що означає домашню тварину (або раба), що став «диким».
У минулі століття висаджування на безлюдний острів було покаранням для членів екіпажу (або, у разі заколоту, для капітана). Людину висаджували на безлюдному острові, іноді просто на мілині під час відпливу. Йому давали трохи їжі, ємність з водою, і заряджений пістолет, щоб він при бажанні міг скоїти самогубство. Зазвичай це закінчувалося смертю висадженого, але були й випадки виживання, наприклад, Вільям Грінуей і кілька вірних йому людей, чи капітан піратського судна Едвард Інгленд.
Основними практикантами марунінга були пірати XVII—XVIII ст., до такої міри, що їх часто називають «марунерами». У піратському кодексі капітанів Бартолом'ю Робертса та  Джона Філліпса марунінг вказується як покарання за обман товаришів або інші злочини. Евфемізмом для цього покарання було «стати губернатором острова».
У кінці XVII ст. на американському півдні, слово «марунінг» придбало додатковий гумористичний сенс, означаючи тривалий кількаденний пікнік (за даними  Oxford English Dictionary ).
У результаті Утрехтського миру в 1714 році острів Сомбреро перейшов у руки англійців. 13 грудня 1807 Капітан Варвік Лейк шлюпа «Рекрут» висадив там завербованого моряка Роберта Джеффрі. Як виявилося, Джеффрі вижив. Його врятувало проходяче повз американське судно, шхуна «Адамс». Військово-польовий суд звільнив Лейка з Королівського флоту.

## У літературі
Одним з найвідоміших літературних прикладів марунінгу — висадка Бена Ганна в «Острові скарбів» Р. Л. Стівенсона. Бен Ганн провів на безлюдному острові три роки.
Знаменитим прикладом висадки, тільки частково для покарання, є висадка моряка Александра Селькирка на островах Хуан-Фернандес біля узбережжя Чилі, в Тихому океані. Селькірк, моряк експедиції Дампіра, турбувався про неморехідний стан судна, «Cinque Ports», і сперечався з капітаном, поки той не залишив його на острові, куди вони ненадовго зайшли для поповнення запасів води і продовольства. «Cinque Ports» потім затонув, і майже весь його екіпаж загинув. Селкірка чотири роки потому врятував Вудс Роджерс. Пригоди Селькірка послужили натхненням для Данієля Дефо при написанні роману «Робінзон Крузо». Сьогодні один з островів архіпелагу називається Александр-Селкірк, а інший — Робінзон-Крузо. Цікаво, що нині обидва цих острови населені, а третій острів архіпелагу, назва якого не має відношення до маронінгу (Санта-Клара), заселений.

## У телебаченні
У 2012 році Ед Стаффорд як експеримент висадився на 60 днів на безлюдному острові архіпелагу Фіджі. Він не взяв із собою ніякої їжі, води, і устаткування для виживання. Зате він взяв відеокамери, щоб знімати це випробування для каналу Discovery. Стаффорд виконав своє завдання і задокументував психологічні наслідки цього в книзі «Naked and Marooned».